# Hullbridge Sports F.C.
Hullbridge Sports Football Club là một câu lạc bộ bóng đá Anh đến từ Hullbridge, Essex. Hiện tại đội bóng đang thi đấu ở Essex Senior League trên sân nhà Lower Road. Câu lạc bộ có hơn 20 đội bóng từ U6 đến bóng đá chuyên nghiệp.

## Lịch sử
Câu lạc bộ được thành lập năm 1945, ban đầu chơi ở Mid-Essex League. Sau đó họ gia nhập Southend District League, trước khi trở thành đội bóng của Southend Borough Combination năm 1982.
Năm 1984, đội bóng gia nhập Division Two của Essex Olympian League, được thăng hạng Division One ngay mùa giải đầu tiên khi về đích thứ 3. Họ suýt xuống hạng ở mùa đầu tiên tại Division One, khi đứng thứ 13 trong 15 đội, nhưng ở mùa giải sau đó đội bóng đứng bét bảng và xuống hạng Division Two. Năm 1990 câu lạc bộ được chấp nhận gia nhập Essex Senior League và thi đấu cho đến hiện tại.
Mùa giải thành công nhất của đội bóng là 2014–15, khi họ về đích thứ 4 và vào đến Vòng 4 của FA Vase.

## Kỉ lục
- Thành tích tốt nhất tại FA Cup : Vòng Sơ loại, 1999-00, 2000–01, 2001–02, 2002–03, 2006–07, 2008–09, 2013–14
- Thành tích tốt nhất tại FA Vase : Vòng 4, 2013–14, 2014–15, 2015–16
- Số khán giả đến cổ vũ đông nhất: 800 với Blackburn Rovers, FA Youth Cup, 1999–2000[1]